# Libamáj

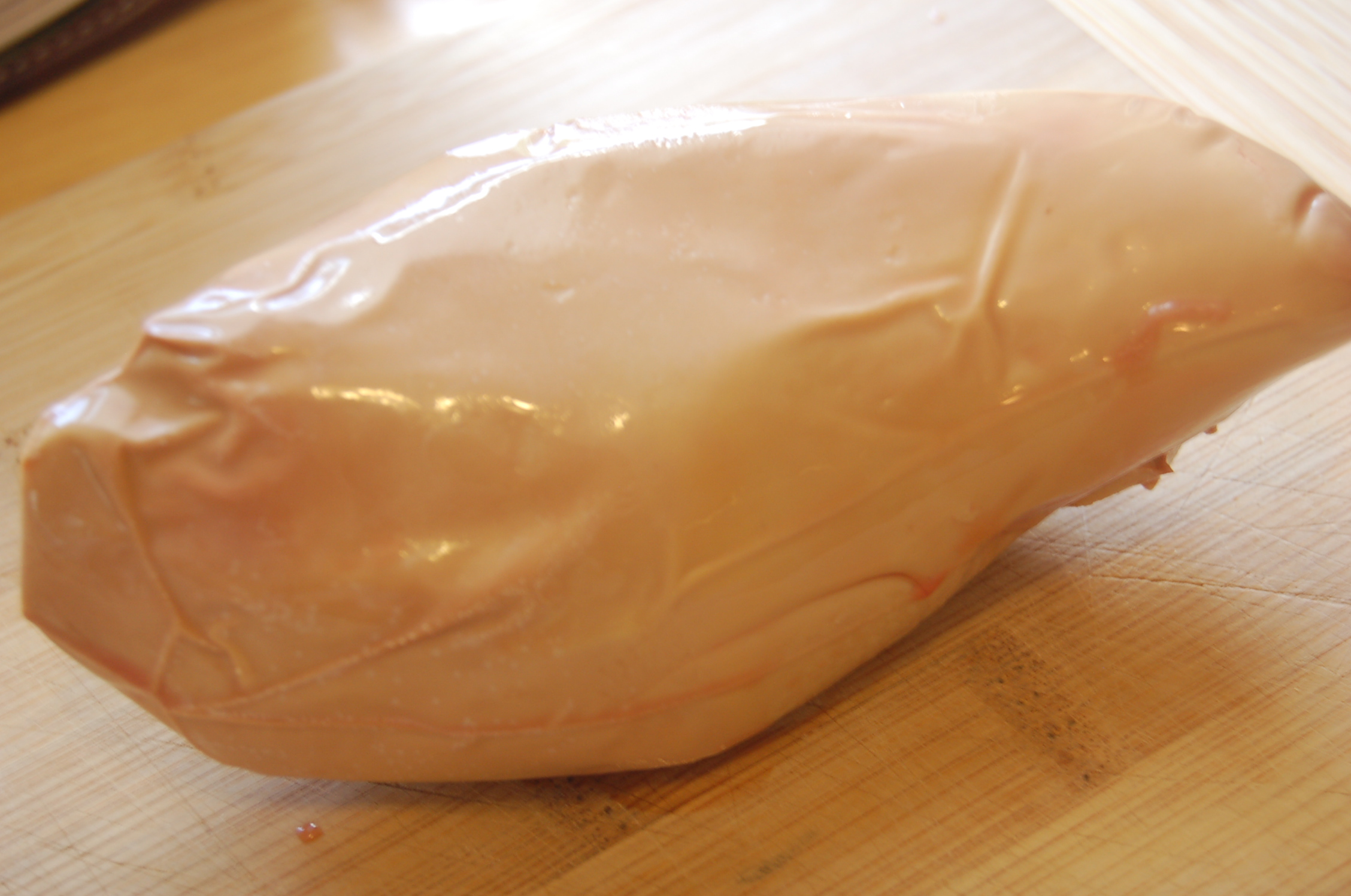
Libamáj

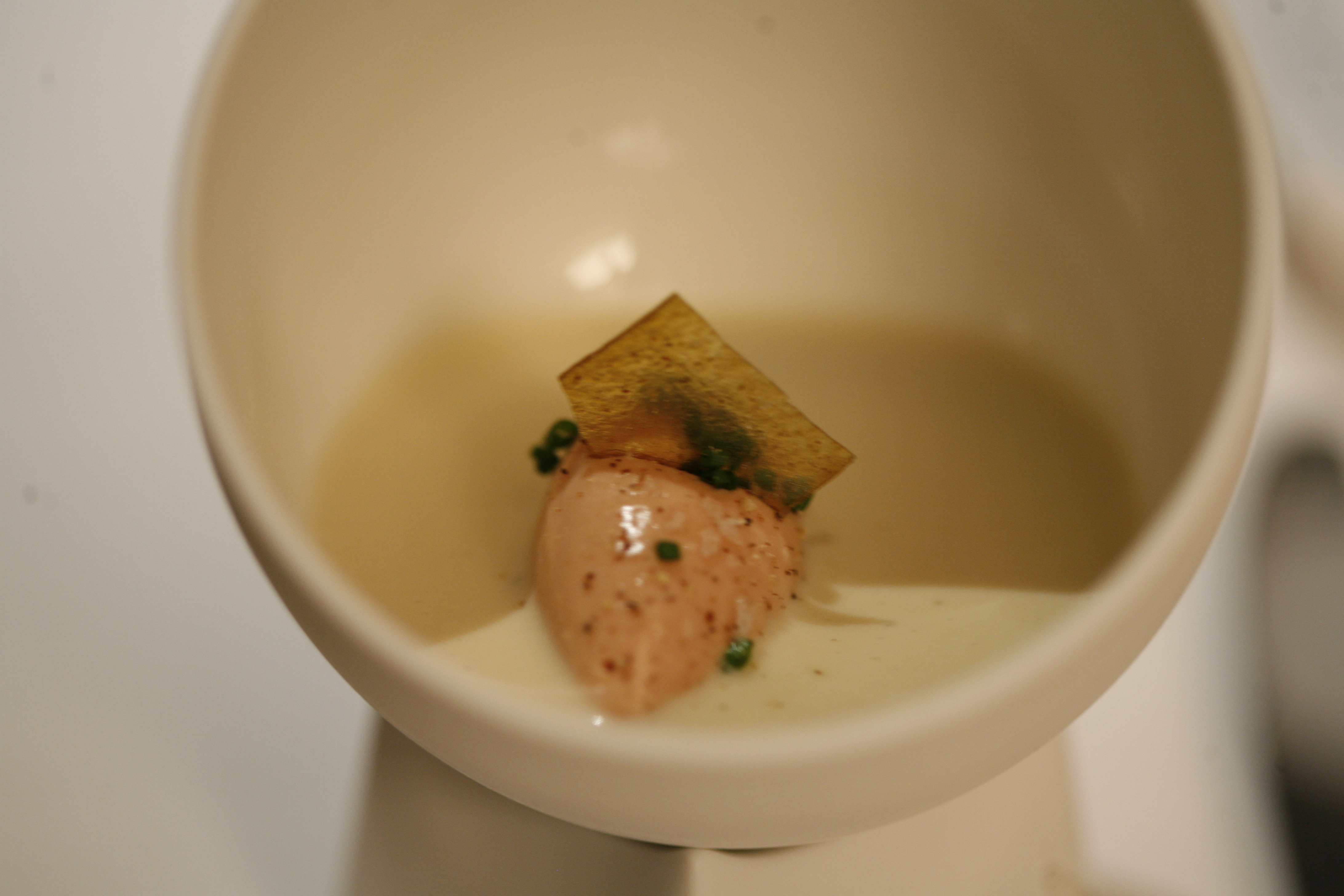
Foie gras

A libamáj egy ínyenc étel. Számos országban francia nevén, foie gras-ként ismerik. A magyar lúd (népszerű nevén liba) májának feldolgozásával készült libamáj Magyarország egyik fontos exportcikke.

## Története
A hízott libamáj előállításával már a rómaiak is foglalkoztak, mégpedig liszt, tej és méz keverékének feletetésével. A kukoricatermesztés elterjedése óta Magyarországon paraszti hagyománnyá vált a hizlalt liba előállítása. A ludakat ősszel fogták hízóba, szűk helyen tartották és naponta kétszer vízben ázott, sózott kukoricával tömték. Az így tartott liba egy hónap alatt hízott meg. A dél-alföldi települések parasztságának a libatömés fontos kereseti forrása volt. Távoli vidékekre is elmentek, hogy minél olcsóbban kapjanak sovány libát.

## Hungarikumként
A hízott libából előállított termékeket a Hungarikum Bizottság Székesfehérvárott tartott 2013. szeptember 24-i ülésén felvette a Hungarikumok Gyűjteményébe. Ebbe a fogalmi körbe tartozik a hízott libamáj is.

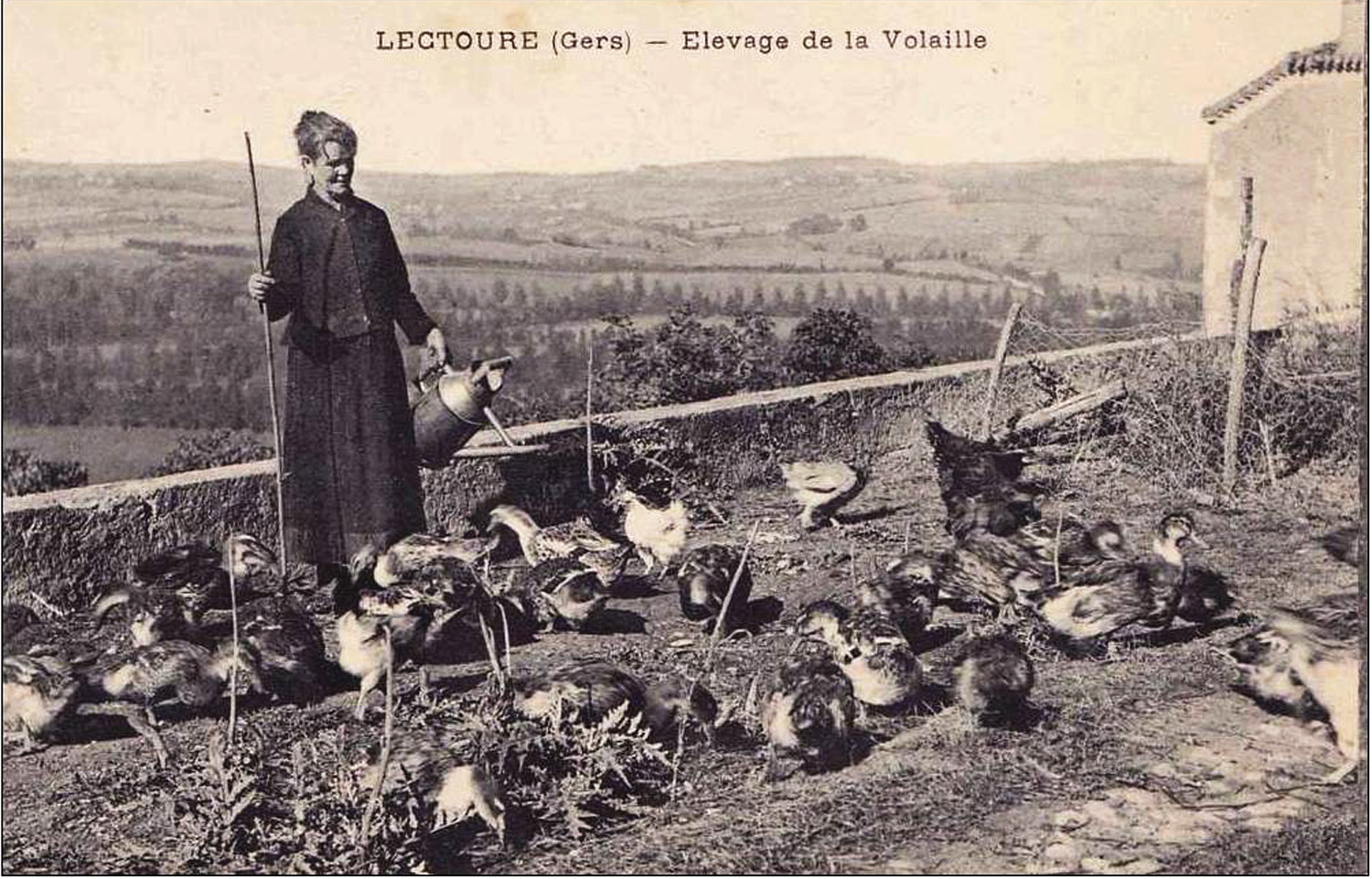
Riasztó küllemű liba illetve kacsatömő berendezés az 1900-as évek Franciaországában egy kacsafarmon

## Állatkínzási vádak a libatömés ellen
„A Négy Mancs nevét akkor ismerte meg Magyarország, amikor 2008-ban kampányba kezdett a kényszertömés betiltásáért, amelynek hatására a Rewe csoport (Lidl, Metro) egységes bojkottot hirdetett a kifogásolt technikákat használó magyar termelők összes terméke ellen. Egyes termelők ennek hatására felhagytak az állatkínzó gyakorlattal (és megszakították üzleti kapcsolatukat a gyakorlatot tovább folytatókkal), mások kitartottak mellette. Végül a Hungerit Zrt. 2008-ban megszüntette a hízott baromfi vágását, és elbocsátott 200 alkalmazottat – amit a bojkottal indokoltak. Ezután elszabadultak az indulatok.
Ahogy annak idején a Magyar Narancs is utánament, az európai baromfimáj-piac második legnagyobb szereplője volt a Hungerit Zrt., és a cég 2008-as 25 milliárdos éves bevételén 2-3 milliárdos lyukat ütött a Négy Mancs akciójának következményeként életbe lépő bojkott. A Négy Mancsot azzal vádolták, hogy német gazdasági érdekeket képvisel, a Hungerit pedig azt állította, betartja az összes érvényben lévő, a gazdasági állatok védelméről szóló EU-s ajánlást. Ugyanakkor a kényszertömés és élve tolltépés ellen már 1997-ben zajlott parlamenti vita, lényegében visszhang nélkül. Az uniós csatlakozás még messze volt, semmi sem történt, maradt a meglévő gyakorlat.”

2012-ben az EU elutasította az indítványt, amely – többek között – a libatömés betiltására irányult.

## A magyar állatvédelmi törvényben
Az 1998. évi magyar állatvédelmi törvény az állat kíméletét hivatott biztosítani, megfogalmazva egyben az állatkínzás tényállási elemeit is. Ennek megfelelően az állatot nem szabad kínozni, emberre vagy állatra uszítani és kényszertakarmányozásra fogni. A kényszertakarmányozás alól kivételt jelent az egészségügyi megfontolásból való kényszerű táplálás, valamint a házilagos liba- és kacsatömés. Ez utóbbiakat gazdasági-szociális megfontolások teszik indokolttá, ezen túlmenően az ilyen fajta tevékenység ellenőrzése kétséges lehet.